# Luci Antisti Burrus
Luci Antisti Burrus Advent (circa 149 - 188) membre de la gens Antístia va ser un senador romà que va viure al segle ii.
Antisti Burrus procedia d'una família senatorial de Tibilis, una ciutat propera a Hippo Regius a la província d'Àfrica. Es va criar a Tibilis, i la seva família no era de llinatge gaire antic. El seu pare era Quint Antisti Advent i la seva mare es deia Nòvia Crispina. Es coneix el nom de la mare per una inscripció honorífica dedicada a ella, que data de quan el seu marit era governador d'Aràbia Pètria.
Quint Antisti Advent, mentre governava la dinastia Antonina, va ser successivament tribú militar, legat, qüestor, oficial de construcció pública i governador de diverses províncies de l'Imperi Romà. En algun moment abans de la mort de Marc Aureli, Antisti Burrus es va casar amb la filla menor de l'Emperador, Víbia Aurèlia Sabina. Un cop casats, es van establir a Tibilis. Quan Marc Aureli va morir l'any 180, el germà d'Aurèlia Sabina, Còmmode, va succeir al seu pare. L'any 181, Burrus va ser designat cònsol. L'any 188, Antisti Burrus va estar involucrat en una conspiració contra Còmmode. Quan aquesta conspiració es va descobrir, Antisti Burrus va ser assassinat. La seva vídua més tard es va tornar a casar. Sembla que no va tenir fills amb Burrus.